# La banda dei ranocchi/Ippo Tommaso
La banda dei ranocchi/Ippo Tommaso è un singolo del gruppo Le Mele Verdi, pubblicato nel 1980.

## Descrizione
La banda dei ranocchi è un brano musicale scritto da Mitzi Amoroso, su musica e arrangiamento di Corrado Castellari e Silvano D'Auria, inciso come sigla dell'anime omonimo. Il brano è interpretato da Stefania Bruno con Paolo Peroni ed è caratterizzato da un coro di ranocchi che gracchiano in sottofondo.
Ippo Tommaso è un brano musicale scritto da Mitzi Amoroso, su musica e arrangiamenti di Corrado Castellari e Silvano D'Auria, inciso come sigla dell'anime Ippotommaso. Le voci soliste del brano sono di Roberta Frenati e Paolo Peroni, con la partecipazione "parlata" di Corrado Castellari. Nella prima tiratura del 1980 il disco conteneva un errore di stampa sulla copertina, dove il titolo del Lato B era indicato come "Ippo Tomaso".

## Tracce
Testi di Maria Letizia Amoroso, musiche di Corrado Castellari.
1. La banda dei ranocchi – 3:05
2. Ippo Tommaso – 3:55